# پرستاری ارتوپدی (دوماهنامه)
پرستاری ارتوپدی (به انگلیسی: Orthopaedic Nursing) نام یک مجله نقد همترازی پرستاری ارتوپدی و مجله رسمی انجمن ملی پرستاران ارتوپدی (National Association of Orthopaedic Nurses) است که شامل رویدادهای جاری، فعالیت‌های سازمانی، پژوهش، داده‌های مربوط به تولیدات و داروهای ارتوپدی است.
این مجله به صورت دوماهنامه از سال ۱۹۸۲ پایه‌گذاری شده و مقالات منتشر شده در آن در زمینهٔ پژوهش‌ها و گسترش حرفه‌ای و کارکرد بالینی و آکادمیک استخوان‌پزشکی است.